# Labirynt
Labirynt è un cortometraggio d'animazione del 1962 diretto da Jan Lenica.
Il film, realizzato in découpage (misto di ritagli e illustrazioni), è tecnicamente semplice nella regia e nello stile di animazione, ma suggestivo dal punto di vista figurativo. Pervaso da un'atmosfera magica e metafisica, Labirynt si può considerare come un'esperienza onirica. È considerato uno dei capolavori dell'animazione d'autore.

## Trama
Il protagonista è un uomo con bombetta capace di volare grazie a delle ali artificiali. Partito da un luogo sconosciuto, giunge in una vecchia e oscura città, apparentemente disabitata. All'improvviso però compaiono esseri inquietanti e mostruosi, dai quali il protagonista tenta di fuggire. Si succedono così le visioni più strane: scheletri di dinosauri che camminano, uccelli con la testa umana (uno di loro sarà sbranato da una conturbante donna che lo aveva attirato), una splendida signora che preferisce restare prigioniera di un coccodrillo piuttosto che col protagonista che ha tentato di salvarla.
L'uomo viene poi catturato dallo scienziato-tiranno della città, finendo col subire un brutale perforamento cerebrale tramite un inquietante macchinario. Il tentativo di lobotomizzazione e mutazione viene però interrotto da un uccellino che libera il protagonista.
L'uomo così può riprendere le sue ali e spiccare il volo, ma viene poi raggiunto e infine ucciso dai corvi mostruosi della città.

## Commento
Apparentemente opera di pura fantasia, il film probabilmente ha forti legami con l'esperienza esistenziale dell'autore. Il protagonista (che rappresenta lo spirito libero e sognatore) può essere considerato come una proiezione dello stesso Lenica, così come la città dei mostri potrebbe rappresentare la società ostile e opprimente in cui ha vissuto l'autore. Da sottolineare anche un evidente aspetto misogino del film nella rappresentazione delle donne, divoratrici e prive di sensibilità.
Il film può anche essere considerato come un seguito ideale del precedente corto di Lenica, Nowy Janko Muzykant (1960), dove il protagonista (un musicista solitario e incompreso) viene alla fine premiato da misteriose divinità potendo così librarsi al di sopra del mondo:   non è altro che la conclusione amarissima di quel sogno ottimistico.